# 黄板桥水库
资中县黄板桥水库位于资阳市雁江区迎接镇境内，是一座以灌溉为主，兼防洪任务的中型水利工程。属沱江水系，球溪河一级支流杨柳河上游二级支流汇口处。距发轮镇10公里，资中县城74公里。成渝高速公路43公里，成渝铁路48公里。遂洪高速2公里。属全省重点战备保安工程。水库始建于1960年1月，1963年竣工蓄水投入使用，1999年3月至2000年12月进行大坝病害整治，整治后坝高30.52米。水库坝址以上集雨面积25.62平方公里，水库总库容1420万立方米，正常蓄水库容1320万立方米，兴利库容670万立方米，水库设计灌面7.3万亩，经《三定三查》核实有效灌面为3.48万亩，经几年部分支渠改造后有效灌面为5.3万亩，控灌资中县发轮、配龙、资阳市雁江区迎接、丰裕四个乡镇的部分耕地。其下游防洪保护范围有资中县发轮、配龙、球溪、翠流、顺河等场镇和一百余厂矿企业以及遂洪高速、成渝公路、成渝铁路、成渝高速公路等重要交通干线。